# ジェーン・ワイマン
ジェーン・ワイマン（Jane Wyman、1917年1月5日 - 2007年9月10日）は、アメリカ合衆国の映画女優。後に第40代アメリカ合衆国大統領となるロナルド・レーガンの最初の妻であるが、ロナルドの大統領就任以前に離婚している。
第21回（1948年）アカデミー賞主演女優賞を受賞。

## 生い立ち
ミズーリ州セントジョセフ生まれ。誕生名はサラ・ジェーン・メイフィールド（Sarah Jane Mayfield）。父マニング・ジェフリーズ・メイフィールド（Manning Jefferies Mayfield、1895年–1922年）は製粉会社の工員で、母ホープ・クリスチャン（Hope Christian、1895年–1960年、愛称グラディス）は医院に勤務する筆記者兼事務員だった。8歳の時、彼女の両親が離婚届けを提出し、翌年父親が急死した。母はオハイオ州クリーブランドに移住したが、サラ・ジェーンは隣人だった里親のエマ（Emma、1866年–1951年）とリチャード・D・フォークス（Richard D. Fulks、1862年–1928年）夫妻の元で育てられ、正式な養女縁組はしなかったもののサラ・ジェーン・フォークスと名乗るようになった。

## キャリア
セントジョセフのラファイエット高校に在学中の1930年に、サラ・ジェーンはラジオ・シンガーとして働き始めた。このときの芸名はジェーン・ダレル（Jane Durrell）である。1932年に15歳で高校を退学した後、カリフォルニア州ハリウッドに移住し、マニキュリストや電話交換手といった雑業をしながら映画の端役を得るようになった。1936年ワーナー・ブラザースと契約し、より親しみやすいジェーン・ワイマンと改名し、念願の映画女優としてのキャリアをスタートさせた。ワーナーのA級映画やB級映画に出演し、中にはロナルド・レーガンと組んだ1938年のBrother Ratと1940年の続編Brother Rat and a Babyも含まれる。1940年にレーガンと結婚し、モーリーン（1941年–2001年）とクリスティーン（1947年誕生直後に死亡）をもうけ、マイケルを養子としたが1948年に離婚した。

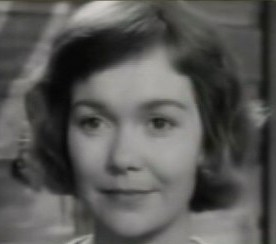
『ジョニー・ベリンダ』より

最初は軽薄なブロンド娘役が多かったが、1940年代初めにコメディとメロドラマに移行し、1945年『失われた週末』でレイ・ミランドに対する辛抱強い恋人を演じて一躍注目を浴びることとなる。翌年の『子鹿物語』ではグレゴリー・ペックの妻役を演じてアカデミー主演女優賞にノミネートされた。そして1948年に『ジョニー・ベリンダ』で聾唖者のレイプ被害者ベリンダ・マクドナルドを演じアカデミー主演女優賞を遂に獲得した。
1950年代にはより評価の高い作品に出演した。アルフレッド・ヒッチコックの『舞台恐怖症』（1950年）、フランク・キャプラの『花婿来たる』（1951年）、マイケル・カーティスのThe Story of Will Rogers（1952年）、『ガラスの動物園』の最初の映画化（1950年）などである。
またミュージカルコメディ映画ではJust for You（1952年）でビング・クロスビーと共演した。『青いヴェール』（1951年）と『心のともしび』（1954年）では再度アカデミー賞にノミネートされた。彼女はSo Big（1953年）、『テキサスの白いバラ』（1954年]）、『天はすべて許し給う』（1955年）、『雨の夜の慕情』（1956年）などでも大いに人気があった。
1950年代後半には3シーズン続いたテレビ番組『ジェーン・ワイマンの炉端劇場』（Jane Wyman Presents the Fireside Theater）で司会を勤め、大部分のエピソードに出演し、1957年にはエミー賞にノミネートされた。銀幕では『リオの若い恋人たち』（1959年）、『ポリアンナ』（1960年）、そして彼女の最後の映画作品How to Commit Marriage(1969年)に出演した。ロナルド・レーガンが大統領に就任した1981年には再び知名度が上がり、『チャーリーズ・エンジェル』など数々のテレビ映画にレギュラー出演やゲスト出演を行ったが、1993年の『ドクタークイン 大西部の女医物語』へのゲスト出演を最後に引退した。

## 私生活
4回の離婚歴がある。一人目の夫は1933年に結婚したセールスマンのアーネスト・ユージーン・ワイマン（Ernest Eugene Wyman）で、二人目の夫は1937年に結婚したドレスメーカーのマイロン・マーティン・ファッターマン（Myron Martin Futterman）、ロナルド・レーガンは三人目である。最後の夫は映画音楽作曲家フレデリック・M・カーガー（Frederick M. Karger）だった。ロナルド・レーガンと離婚した後、リュー・エアーズに愛を捧げたが長続きしなかった。
1941年の"You're in the Army Now"の中で、リージス・トゥーミーと映画史上最も長いキスシーン（3分5秒）を演じたことがある。
ハリウッド・ウォーク・オブ・フェームに星を2つ持っている。
バーバラ・スタンウィック、ロレッタ・ヤング、アグネス・ムーアヘッドの良い友達だった。
ロナルド・レーガンについては語ることを拒否したが、彼に3回投票し、彼の葬式にも参加した。
1990年代後半に余生を送るためにカリフォルニア州ランチョ・ミラージュに豪邸を購入した。長女モーリーン・レーガンは政治的な著作を出版し、有力な財団を組織した。
2007年9月10日、カリフォルニア州南部パームスプリングスの自宅で死去。死因は未公表。90歳であった。晩年は関節炎と糖尿病に苦しんでいたため、あまり人前に出ることがなかった。

## 主な出演作品
| 公開年    | 邦題 原題                                 | 役名                       | 備考                                                                        |
| --------- | ----------------------------------------- | -------------------------- | --------------------------------------------------------------------------- |
| 1936      | 襤褸と宝石 My Man Godfrey                 |                            | クレジットなし                                                              |
| 1936      | 踊る三十七年 Gold Diggers of 1937         | コーラスガール             | クレジットなし                                                              |
| 1937      | ドッド君乗り出す Mr. Dodd Takes the Air   | マージョリー・デイ         |                                                                             |
| 1937      | 唄う陸戦隊 The Singing Marine             | ジョーン                   |                                                                             |
| 1938      | 群衆は叫ぶ The Crowd Roars                | ヴィヴィアン               |                                                                             |
| 1939      | 紅の翼 Tail Spin                          | アラバマ                   |                                                                             |
| 1941      | 復讐の六拳銃 Bad Men of Missouri          | メアリー・ハサウェイ       |                                                                             |
| 1942      | 詐欺請負会社 Larceny, Inc.                | デニー・コステロ           |                                                                             |
| 1943      | カナリヤ姫 Princess O'Rourke              | ジェーン・キャンベル       |                                                                             |
| 1945      | 失われた週末 The Lost Weekend             | ヘレン                     |                                                                             |
| 1946      | 夜も昼も Night and Day                    | グレイシー・ハリス         |                                                                             |
| 1946      | 子鹿物語 The Yearling                     | オリー・バクスター         |                                                                             |
| 1947      | 高原児 Cheyenne                           | アン・キンケイド           |                                                                             |
| 1947      | 魔法の町 Magic Town                       | メアリー・ピーターマン     |                                                                             |
| 1948      | ジョニー・ベリンダ Johnny Belinda         | ベリンダ・マクドナルド     | アカデミー主演女優賞 受賞 ゴールデングローブ賞 主演女優賞 (ドラマ部門) 受賞 |
| 1949      | 嘘クラブの女王 The Lady Takes a Sailor    | ジェニファー・スミス       |                                                                             |
| 1950      | 舞台恐怖症 Stage Fright                   | エヴァ                     |                                                                             |
| 1950      | ガラスの動物園 The Glass Menagerie        | ローラ・ウィングフィールド |                                                                             |
| 1951      | 花婿来たる Here Comes the Groom           | エマーデル・ジョーンズ     |                                                                             |
| 1951      | 青いヴェール The Blue Veil                | ルイーズ・メイソン         | ゴールデングローブ賞 主演女優賞 (ドラマ部門) 受賞                           |
| 1954      | 心のともしび Magnificent Obsession        | ヘレン・フィリップス       |                                                                             |
| 1955      | 天はすべて許し給う All That Heaven Allows | キャリー・スコット         |                                                                             |
| 1955      | テキサスの白いバラ Lucy Gallant           | ルーシー                   |                                                                             |
| 1955-1958 | Jane Wyman Presents The Fireside Theatre  |                            | テレビシリーズ、49エピソードに出演                                          |
| 1956      | 雨の夜の慕情 Miracle in the Rain          | ルース・ウッド             |                                                                             |
| 1959      | リオの若い恋人たち Holiday for Lovers     | メアリー・ディーン         |                                                                             |
| 1960      | ポリアンナ Pollyanna                      | ポリーおばさん             |                                                                             |
| 1962      | パリよ、こんにちは! Bon Voyage!           | ケイティ・ウィラード       |                                                                             |
| 1981-1990 | Falcon Crest                              | アンジェラ・チャニング     | テレビシリーズ、228エピソードに出演                                         |

## 参照
1. ↑  Oliver, Marilyn (1988年3月31日). “Locations Range From the Exotic to the Pristine”. The Los Angeles Times
2. ↑  “Biography”.   Jane Wyman. 2011年9月5日閲覧。
3. ↑  “Reagan: Home”.   HBO. 2011年9月5日閲覧。
4. ↑  "Film Actress Wins Divorce," Los Angeles Times, December 6, 1938, p. 3.
5. ↑  Actress, Philanthropist Jane Wyman Dies. Retrieved September 10, 2007.